# Gebandeerde wilgenvouwmot
De gebandeerde wilgenvouwmot (Phyllonorycter hilarella) is een vlinder uit de familie mineermotten (Gracillariidae). De wetenschappelijke naam is voor het eerst geldig gepubliceerd in 1839 door Zetterstedt.
De soort komt voor in Europa.